# Una (flod)
Una är en 207–210 km lång flod på västra Balkan, en biflod till floden Sava och därmed del av Donaus flodbäcken. Den fungerar under större delen av sitt lopp som gränsflod mellan Bosnien-Hercegovina och Kroatien.

## Namn
Namnet Una kommer enligt lokala legender från det latinska ordet för "den enda", "den enda floden". Den sägs ha blivit namngiven av romarna som, när de för första gången såg floden, uttryckte una (i betydelsen 'den enda, unika', med syftning på flodens skönhet).

## Geografi
Unas källor ligger i Kroatien, vid sluttningen av berget Plješivica och nära den mindre staden Donja Suvaja. Efter 4 kilometer flyter den in i och genom västra Bosnien-Hercegovina, innan den når gränsen till Kroatien och därefter bildar gränsflod mellan länderna under resten av sitt lopp. Vid Jasenovac förenar sig Una med den större Sava som i sin tur tar över som gränsflod längs med Bosnien-Hercegovinas nordgräns.
Una rinner genom den nordvästra delen av Bosnien-Hercegovina, till största delen som en meandrande gränsflod mot Kroatien. Berggrunden längs med stora delar av flodens lopp utgörs av travertin, och här finns även karstlandskap.
Bland de större tillflödena till Una finns högerbifloderna Krka, Unac, Sana, Krušnica och vänsterbifloden Klokot. Tillsammans med Una dränerar de ett 10 200–10 400 kvadratkilometer stort område, där 8 080 km³ är beläget i Bosnien-Hercegovina och resterande yta i Kroatien.

## Användning och historik
Floden är inte farbar längs åtminstone delar av dess lopp, på grund av ett antal kanjondalar, forsar och vattenfall. Floden används dock för flugfiske och bad. Ett hot mot flodens relativt orörda natur är planer på vattenkraftverk vid Una och dess biflod Unac.
I området runt eller i närheten av Unas dalgång bor sammanlagt cirka 1 miljon människor, många i städer på båda sidorna av floden. Den största staden längs med Unas lopp är Bihać. Andra mindre städer utefter floden inkluderar Bosanska Krupa, Novi Grad och Kostajnica. Över floden är ett antal broar spända. Vårfloden 2023 ledde till att Una på sina platser steg kraftigt, vilket ledde till stora översvämningar och avbrott i vägtrafiken.
En stor del av flodens övre lopp är förklarat som nationalpark i Bosnien-Hercegovina. Den regionala bosnienserbiska administrationen förstärkte 2019 det skyddet genom att dessutom förklara flodens lopp som naturpark.  Utnämningen var bland annat i syfte att försöka få grannlandet Kroatien att etablera en deponi för radioaktivt kärnavfall i Trgovska Gora 500 meter från gränsen mellan länderna. Avfallet skulle då hämtas från kärnkraftverket i Krško som Kroatien driver i samarbete med Slovenien.

## Galleri

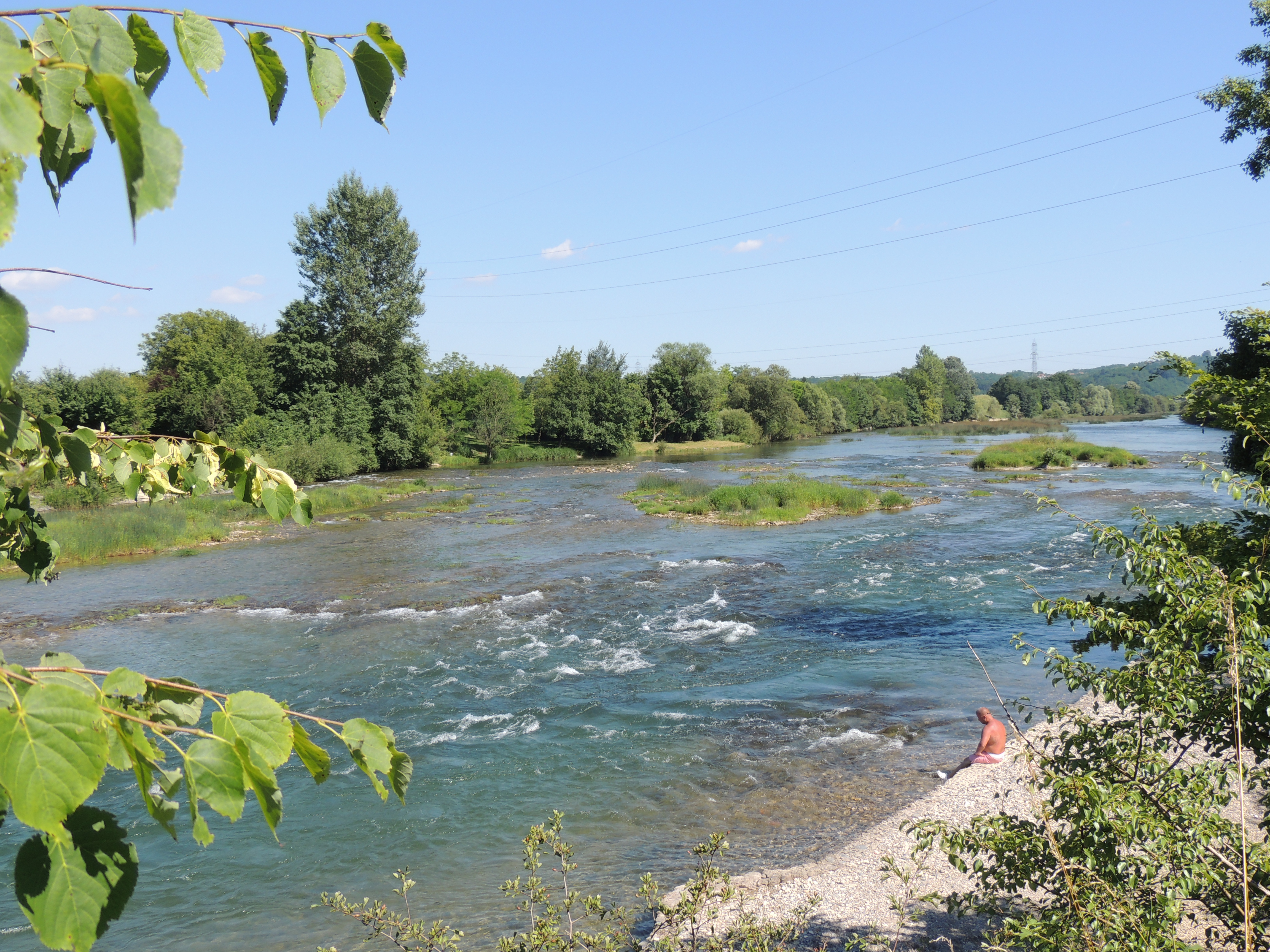
Sanas nedre lopp.
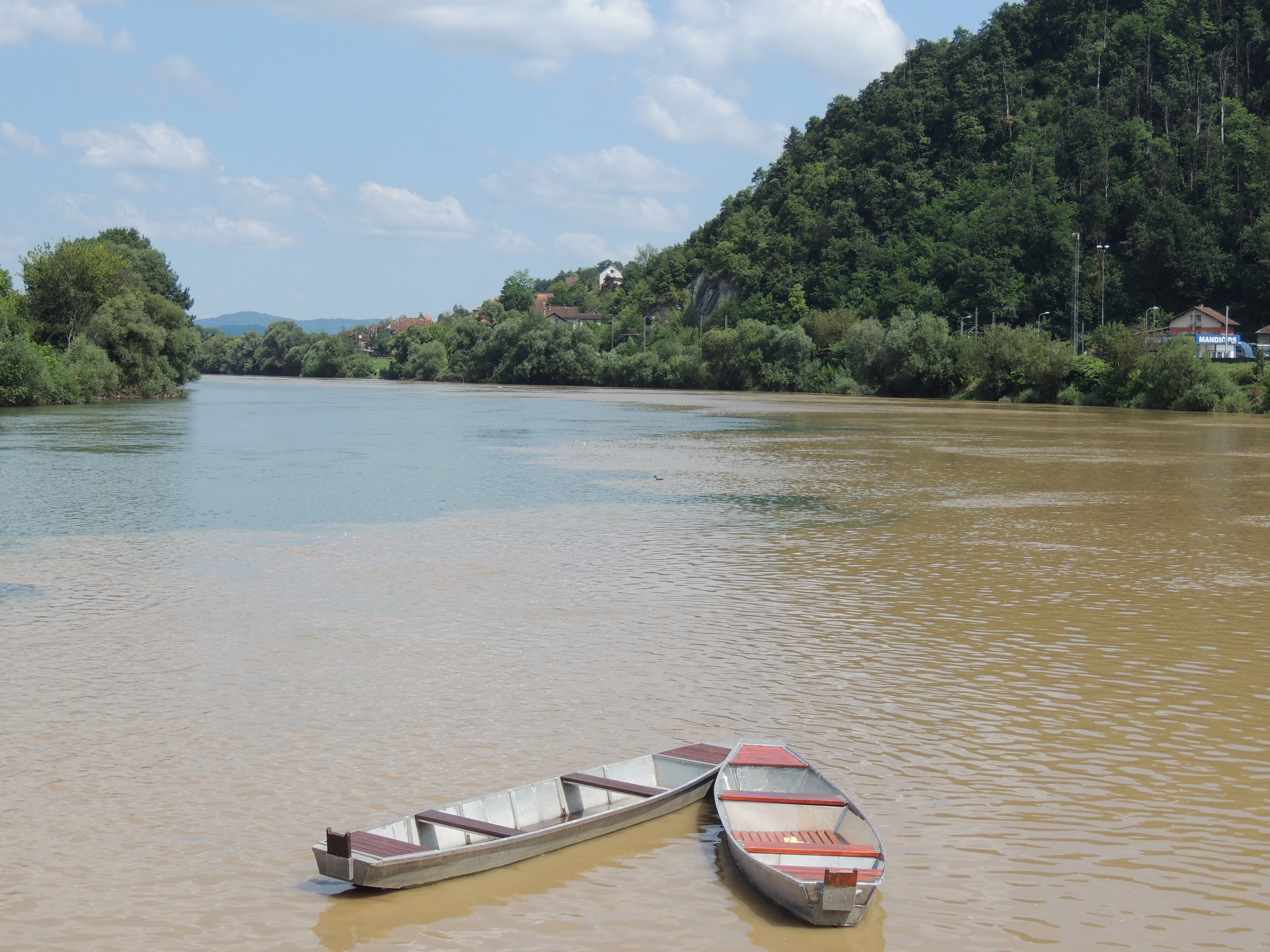
Sammanflödet av Sana och Una.
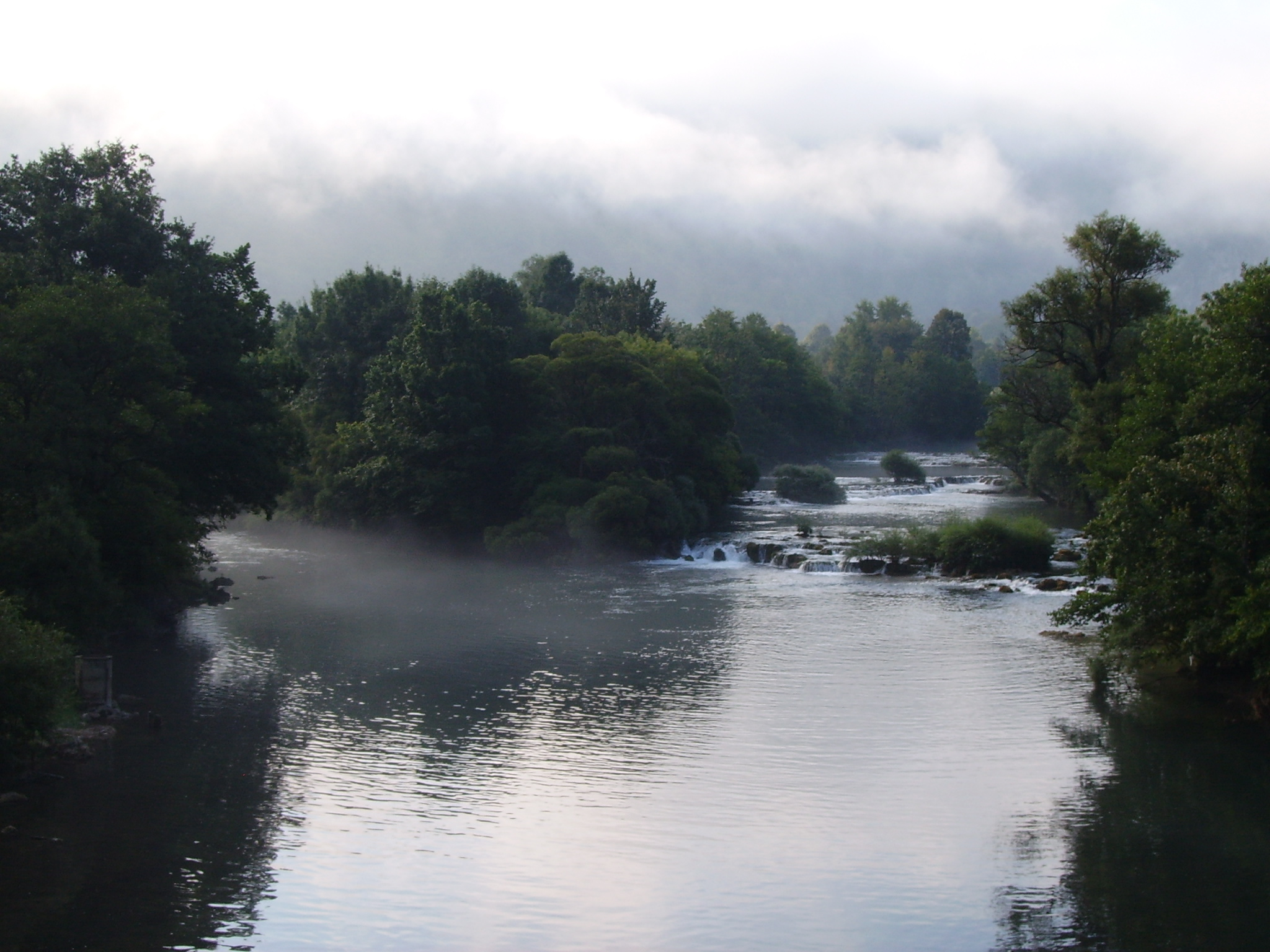
Sammanflödet av Una och Unac.
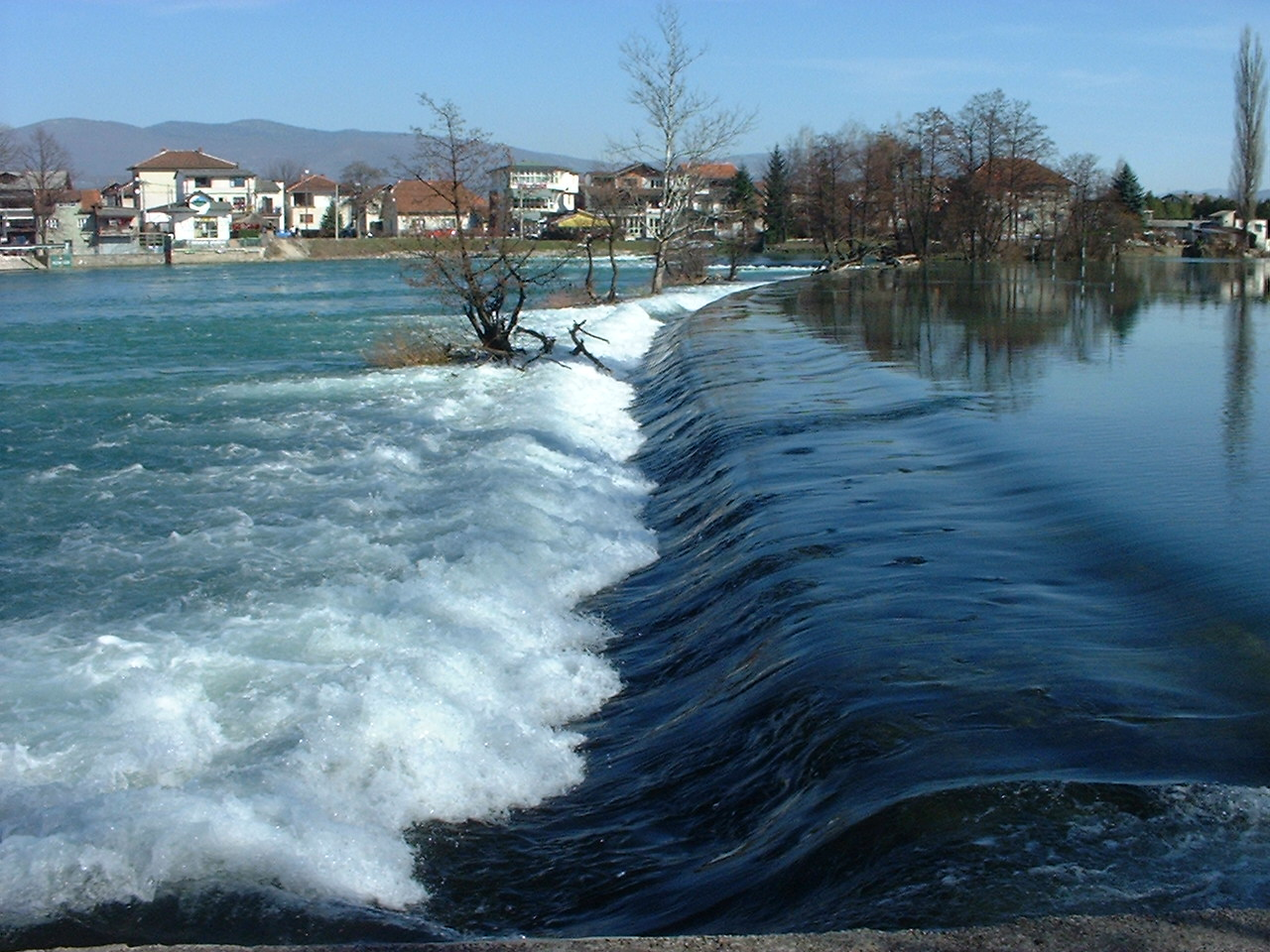
Una vid staden Bihać.
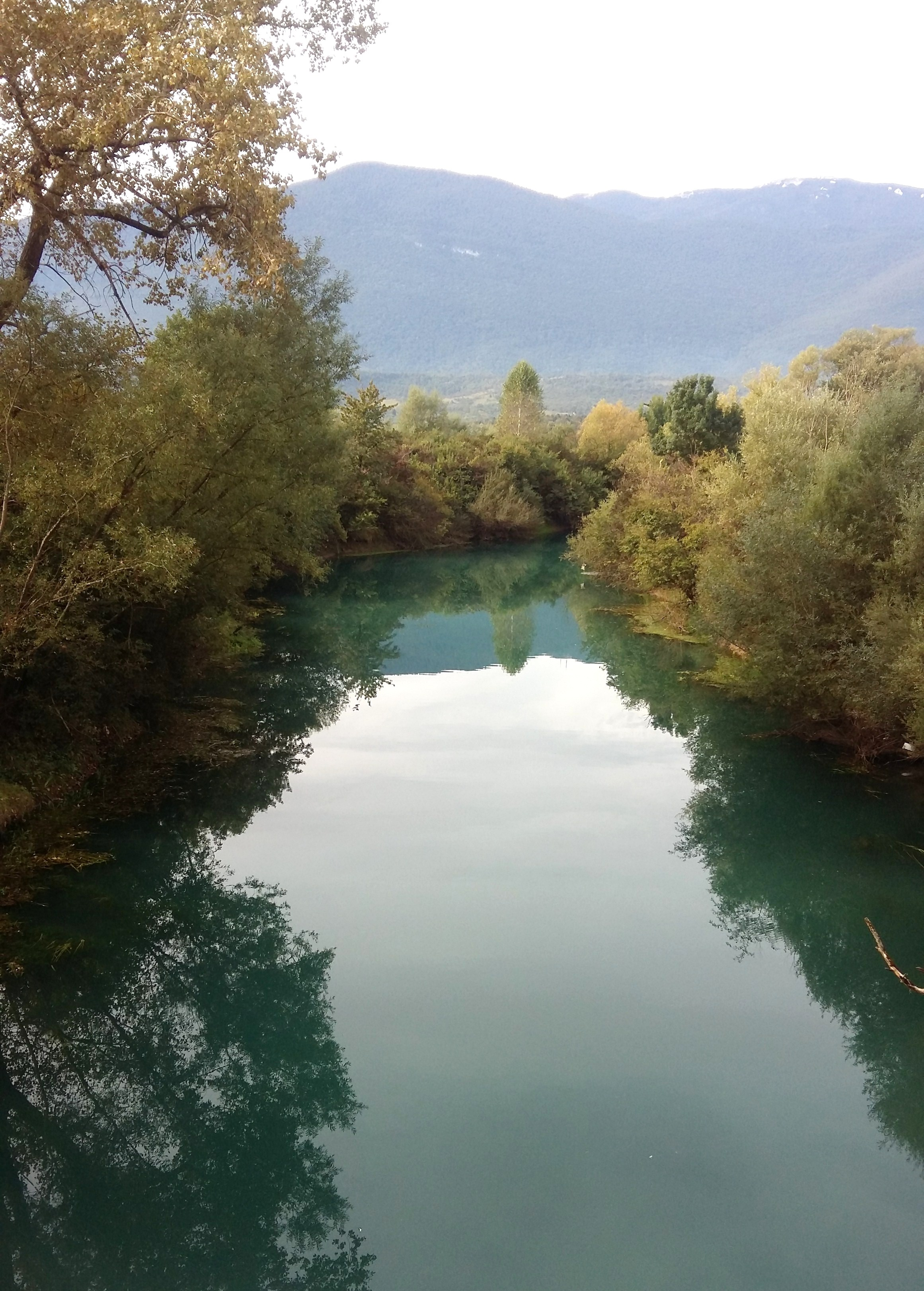
Tillflödet Klokot nära Bihać.
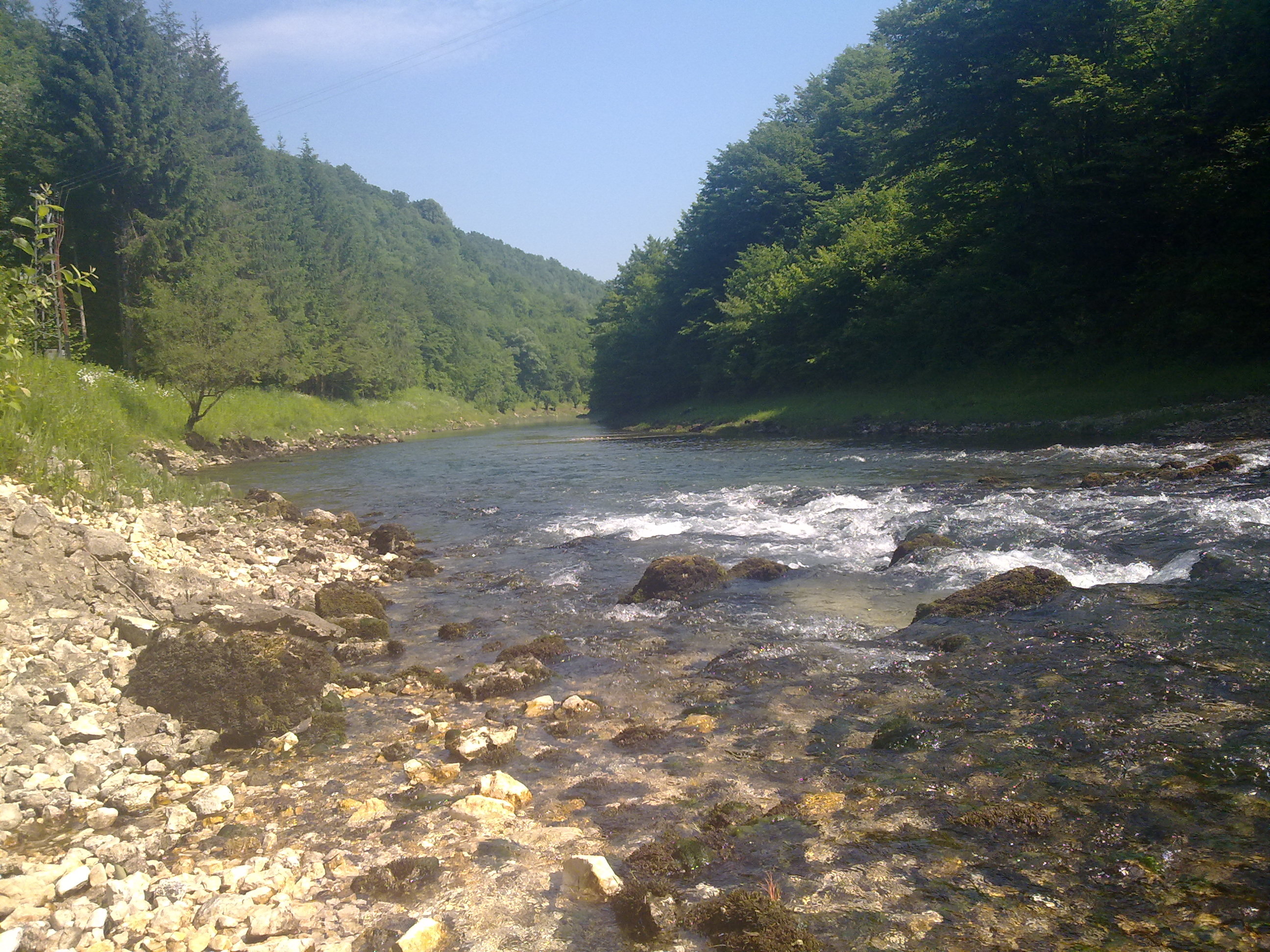
Vänsterbifloden Krušnica nära Bosanska Krupa.